# Markazi
Markazi (pers. ‏استان مرکزی‎, Ostān-e Markazi) – ostan w zachodnim Iranie ze stolicą w Arak. W języku perskim nazwa ostanu ‏مرکزی‎ oznacza Centralny.
Ostan zajmuje powierzchnię 29 127 km² i liczy 1 413 959 mieszkańców (spis 2011). Do większych miast pod względem liczby ludności należą (prócz stolicy) m.in. Sawe, Chomejn, Mahallat.
W ostanie rozwinął się przemysł maszynowy, skórzany oraz spożywczy. Ponadto ludność ostanu uprawia zboże, palmę daktylową oraz banany.